# Katona Béla (politikus)
Katona Béla (Budapest, 1944. február 9. –) magyar politikus, országgyűlési képviselő, 2001-től a Magyar Szocialista Párt frakcióvezető-helyettese, 2009 szeptemberétől 2010 májusáig az Országgyűlés elnöke.

## Tanulmányai
1962-ben érettségizett a József Attila Gimnáziumban.
A Budapesti Műszaki Egyetemen 1967-ben gépészmérnöki, 1973-ban gazdasági mérnöki diplomát szerzett, majd 1984-ben a nemzetközi gazdasági kapcsolatok szakon diplomázott a Közgazdaságtudományi Egyetemen, ahol ugyanezen évben megkapta a doktori címet is.

## Életpályája
1967-től a Budapesti Kőolajipari Gépgyárban dolgozott, aminek 1980-tól 1984-ig műszaki igazgatója.
1984-től a XVIII. kerületi MSZMP első titkára, majd 1988-tól a Budapesti Bizottság város- és gazdaságpolitikai titkára volt.
Alapító tagja az MSZP-nek, aminek 1990 júniusáig budapesti elnöke volt.
Az 1990-es választásokon a budapesti listáról jutott be a Parlamentbe. 1994 júniusától a polgári titkosszolgálatokat felügyelő tárca nélküli miniszter volt a Horn-kormányban, amiről 1995. április 1-jén mondott le. 1996 márciusától 1998 szeptemberéig az MSZP alelnöke, 1996 májusától 1998 májusáig az Országos Idegenforgalmi Bizottságnak, 1998 júniusától 2001 januárjáig az Országgyűlés Idegenforgalmi Bizottságának volt az elnöke.
Az 1994-es, az 1998-as és a 2002-es választásokon a budapesti 26. választókerületben egyéni képviselői mandátumhoz jutott.
Az 1998-as önkormányzati választásokon az MSZP budapesti főpolgármester-jelöltje volt.